# نفيسه روشن
نفيسة روشان، ممثلة إيرانية شهيرة وُلدت في حديقة سابا بطهران، تخرجت من الشريعة الإسلامية في جامعة آزاد الإسلامية وهي الآن متزوجة.
بدأت مسيرتها الفنية من السنة الثانية بالمدرسة الثانوية مع دور في المسرح «إلى سعادت»، وفي هذه التجربة الأولى تلقت وسام من إدارة التعليم بالمنطقة. بعد إتمام تعليمها، واصلت مسيرتها الفنية بعد دخول الجامعة وأثناء الفصول الدراسية.

كانت بداية مسيرتها التلفزيونية في مسلسل «أيام لا تنسى» للمخرج هومايون شاهنازاف في صيف عام 2003. وقد أثار تألقها في دور «الجنية» الإعجاب بالنقاد والأشخاص، وأُثنى عليها في اجتماعات فنية وأكاديمية مختلفة.
نفسية روشن أو نفيسه روشن هي ممثلة سينمائية تلفزيونية إيرانية من مواليد 1983 بطهران. هي حاصلة على شهادة البكالوريوس في القانون من جامعة آزاد الإسلامية.

## أعمالها
| السنة | الفيلم/المسلسل                                      | الدور | ملاحظات |
| ----- | --------------------------------------------------- | ----- | ------- |
| 2006  | المركب الحسن (خوش ركاب)                             | -     | -       |
| 2006  | المسافر                                             | -     | -       |
| 2006  | صوت الارض (آواي زمين)                               | -     | -       |
| 2006  | كلانتر                                              | -     | -       |
| 2006  | سنوات الثلج والبنفسج (سالهاي برف وبنفشه)            | -     | -       |
| 2007  | " هذا الملف لم ينتهي بعد " (اين برونده مختومه نيست) | -     | -       |
| 2008  | " مهمة الربيع " (مأموريت بهار)                      | -     | -       |

## روابط خارجية
- نفيسه روشن على موقع IMDb (الإنجليزية)
- نفيسه روشن على موقع قاعدة بيانات الفيلم (الإنجليزية)